# Peter Pietras
Peter Paul Pietras (né le 21 avril 1908 à Trenton (New Jersey) et mort en avril 1993 dans le même état), est un joueur de football américain.

## Biographie

### Carrière professionnelle
Pietras commence sa carrière professionnelle avec les Philadelphia German-Americans de l'American Soccer League en 1933. Il y passe cinq saisons, remportant le championnat 1935 et la National Challenge Cup en 1936. Il prend sa retraite professionnelle en 1938.

### Sélection nationale et olympique
En 1934, Pietras joue deux fois avec les États-Unis. Son premier match contre le Mexique (4-2) est pour les qualifications du mondial 1934. Son second match est en coupe du monde 1934, où les USA perdent contre l'Italie au premier tour de la coupe.
En 1936, Pietras participe avec les USA aux Jeux olympiques de 1936. Ils perdent contre les Italiens 1-0 au premier tour du tournoi.